# Engetsu-tō
L'île Engetsu ou Engetsu-tō (円月島, Engetsutō) est une île au large de la côte de Shirahama dans la  préfecture de Wakayama au Japon.

## Géographie
L'île Engetsu comprend une arche naturelle à travers laquelle passe l'eau de l'océan Pacifique. Son nom officiel est Takashima (高嶋) et ses dimensions sont d'approximativement de 35 m d'est en ouest, de 130 m du nord au sud et de 25 m pour son point le plus élevé.
L'île est en grande partie constituée de grès et est devenue moins stable avec le temps.
Depuis juillet 2009, le gouvernement de la ville de Shirahama a mis en garde contre l'approche de l'île en raison du risque d'effondrement de la voûte.